# Akitsune Imamura
Pour les articles homonymes, voir Imamura.
Akitsune Imamura (今村 明恒, Imamura Akitsune), né à Kagoshima le 14 juin 1870 - décédé à Tokyo le 1er janvier 1948, est un sismologue japonais. 

## Biographie
Issu d'une famille modeste, il parvient néanmoins à suivre des études à l'Université impériale de Tokyo. En 1899, anticipant la future théorie de la tectonique des plaques, il avance que le tsunami qui a frappé la côte de Sanriku du Honshū en 1896 (appelé tsunami Sanriku de Meiji) a été provoqué par des  mouvements de la croûte terrestre sous la mer. Dans un article rédigé en 1905, il prédit qu'un séisme majeur frappera la région de Kantō autour de Tokyo dans moins de  50 ans et tuera plus de 100 000 personnes et demande que des mesures soient prises. Ses inquiétudes se  matérialisent lorsque le séisme de 1923 de Kantō dévaste Tokyo en 1923, faisant plus de 100 000 victimes. En 1939, alors qu'il travaille pour l'observatoire sismologique de l'université de Tokyo, Imamura reconstitue le sismoscope de Zhang Heng (132 CE), considéré comme le premier instrument de la sorte jamais fabriqué.

## Source de la traduction
- (en) Cet article est partiellement ou en totalité issu de l’article de Wikipédia en anglais intitulé « Akitsune Imamura » (voir la liste des auteurs).